# Job Cohen
Marius Job Cohen, född 18 oktober 1947, är en nederländsk politiker i det socialdemokratiska Arbetarpartiet (PvdA). Han var Amsterdams borgmästare från 15 januari 2001 till 12 mars 2010 då han avgick från ämbetet för att bli PvdA:s toppkandidat i valet 2010 och partiledare. Han avgick som partiledare 20 februari 2012.